# Bozköy, Germencik
Bozköy là một xã thuộc huyện Germencik, tỉnh Aydın, Thổ Nhĩ Kỳ. Dân số thời điểm năm 2010 là 1.118 người.